# Пантограма
Пантограма (грец. Παντα — весь та γράμμα — запис), омограма, рівнобуквиця, рівноримиця — твір комбінаторної поезії, в якому літерний склад віршованих рядків є попарно ідентичним, а відмінне лише розташування словорозділень. Пантограму також кваліфікують, як візуальну панториму: на відміну від власне панторими, у пантограмі вживаються слова однакового звучання, але можуть різнитися місця розташування наголосів, тоді як у панторимі використання слів однакового звучання супроводжується різним їх написанням.
В українській поетичній практиці популяризуванням пантограми займаються зокрема Віктор Марач та Володимир Книр. Перу останнього належить найдовша пантограма (водночас - панторим в українській мові (30 літер):

Як раз дасте старому фельдшеру вати,
якраз дасте старому фельдшерувати.
Та подовженого її варіанту  (48 літер): 
Як ось видаватимете тамтому старенькому фельдшеру вати,
якось ви даватимете там тому старенькому фельдшерувати.
Він же — автор найкоротшої пантограми в українській мові :
О,
О! (1 літера).
У пантограмі Володимира Денисенка з майбутнього збірника мовних розваг "Анаграми" літерний склад ідентичний аж у трьох рядках:
Авто мати? Три май. 
Автомати тримай! 
А в томати три май. 
(Май в останньому рядку - діал. зелень. Див. "Великий тлумачний словник сучасної української мови", с.504.). 
Для порівняння, найдовша відома пантограма в російській мові складається лише з 19 літер. 